# 1981 у кіно

## Фільми

### Світове кіно
- «20 грудня» /  СРСР, реж. Григорій Нікулін
- «Американський перевертень у Лондоні» /  США  Велика Британія, реж. Джон Лендіс
- «Бездоганна репутація» /  Франція, реж. Бертран Таверньє
- «Ва-банк» /  Польща, реж. Юліуш Махульський
- «Втеча з Нью-Йорка» /  США, реж. Джон Карпентер
- «Вітчим» /  Франція, реж. Бертран Бліє
- «Вогняні колісниці» /  Велика Британія, реж. Г'ю Гадсон
- «Вони всі сміялися» /  США, реж. Пітер Богданович
- «Вук» /  Угорщина, реж. Аттіла Даргаі
- «Джерело» /  СРСР, реж. Аркадій Сіренко
- «Добровольці мимоволі» /  США, реж. Айван Райтман
- «Жар тіла» /  США, реж. Лоуренс Кездан
- «Жінка французького лейтенанта» /  Велика Британія, реж. Карел Рейш
- «Індіана Джонс: У пошуках втраченого ковчега» /  США, реж. Стівен Спілберг
- «Зловісні мерці» /  США, реж. Сем Реймі
- «Злодій» /  США, реж. Майкл Манн
- «Кристіана Ф.» /  ФРН, реж. Улі Едель
- «Невдахи» /  Франція, реж. Франсіс Вебер
- «Нічні яструби» /  США, реж. Брюс Мелмат
- «П'ятниця, 13-те, частина 2» /  США, реж. Стів Майнер
- «Південна гостинність» /  США, реж. Волтер Гілл
- «Підводний човен» /  ФРН, реж. Вольфганг Петерсен
- «Пори року» /  США, реж. Алан Алда
- «Принц міста» /  США, реж. Сідні Люмет
- «Прокол» /  США, реж. Брайан Де Пальма
- «Професіонал» /  Франція, реж. Жорж Лотнер
- «Регтайм» /  США, реж. Мілош Форман
- «Рука» /  США, реж. Олівер Стоун
- «Шалений Макс 2» /  Австралія, реж. Вольфганг Петерсен
- «Таємниця третьої планети» /  СРСР, реж. Роман Качанов
- «Хелловін 2» /  США, реж. Рік Розенталь
- «Шалено закоханий» /  Італія, реж. Кастеллано і Піполо

### УРСР
- «Така пізня, така тепла осінь»
- «Бережіть жінок»
- «Ярослав Мудрий»
- «Останній гейм»
- «Танкодром»

## Персоналії

### Народилися
- 24 квітня — Жасмін Трінка, італійська акторка.
- 14 червня — Нікола Ночелла, італійський актор.
- 17 липня — Мелані Тьєррі, французька акторка та модель.
- 24 липня — Саммер Глау, американська теле-і кіноакторка.
- 15 жовтня — Леа Фенер, французька кінорежисерка та сценаристка.

### Померли
- 5 лютого — Лаврик Олександр Хомич, радянський український кінооператор.
- 16 лютого — Любич Іван Сергійович, український та російський актор і режисер.
- 2 березня — Ревенко Сергій Іванович, радянський і український кінооператор.
- 3 березня — Олег Даль, радянський актор театру і кіно.
- 5 березня — Пауль Гербігер, австрійський актор (нар. 1894).
- 15 березня  — Рене Клер, французький письменник, кінорежисер, актор.
- 21 березня  — Донський Марко Семенович, радянський кінорежисер, сценарист і педагог.
- 8 квітня — Савін Петро Миколайович, радянський актор.
- 14 квітня — Серджо Амідеї, італійський кіносценарист, кінопродюсер (нар. 1904).
- 28 квітня — Шпігель Григорій Ойзерович, російський актор.
- 3 травня:
  - Сандлер Оскар Аронович, радянський і український композитор.
  - Наргіс, індійська акторка.
- 16 травня:
  - Сорокін Костянтин Миколайович, російський актор.
  - Глазова Людмила Сергіївна, радянська акторка.
- 22 травня — Сагал Борис Львович, американський кінорежисер.
- 13 червня — Джордж Волш, американський актор.
- 18 червня — Іванов Віктор Михайлович, радянський і український кінорежисер, сценарист, письменник.
- 17 липня — Дерев'янський Семен Йосипович, радянський російський кінорежисер.
- 27 липня — Вільям Вайлер, американський кінорежисер, продюсер, сценарист.
- 4 серпня — Мелвін Дуглас, американський актор кіно.
- 18 серпня — Аніта Лус, письменниця, знана як перша жінка-сценаристка Голлівуду.
- 31 серпня — П'єр Бійон, французький кінорежисер та сценарист (нар. 1901).
- 22 вересня — Каварасакі Чодзюро, японський актор театру та кіно.
- 24 вересня — Петсі Келлі, американська акторка, співачка і танцюристка.
- 11 жовтня — Мдівані Георгій Давидович, радянський драматург та кіносценарист.
- 19 жовтня — Нільс Астер, шведський актор.
- 25 жовтня — Барбара Бедфорд, американська акторка.
- 30 жовтня:
  - Брюнчугін Євген Васильович, радянський та український кінорежисер і сценарист.
  - Первенцев Аркадій Олексійович, радянський російський письменник, сценарист.
- 5 листопада — Глорія Грем, американська акторка.
- 10 листопада — Абель Ґанс, французький кінорежисер, сценарист та актор (нар. 1889).
- 27 листопада — Каморний Юрій Юрійович, російський актор.
- 29 листопада — Наталі Вуд, американська кіноакторка українського та російського походження (нар. 1938).
- 11 грудня:
  - Реймон Руло, французький театральний і кінорежисер, актор.
  - Б'юла Бонді, американська акторка.
  - Федорова Зоя Олексіївна, радянська акторка.